# 6pack Čukur
6pack Čukur (s pravim imenom Boštjan Čukur), slovenski raper, * 29. september 1978, Slovenj Gradec.
Njegov vzdevek je sestavljen iz 6 Pack (pivo - 6 v enem paketu) in Čukur po priimku, hkrati tudi oponašanje imena znanega ameriškega raperja Tupac Shakurja [2 pack šakur]. Odraščal je v Velenju. Izdal je dva solo albuma, Ne se čudit v letu 2001 in Keramičarska lirika leta 2003, pozneje pa še album GangstaDillaPlayaGorilla leta 2009.

## Diskografija
- Ne se čudit (Menart, 2001),
- Keramičarska lirika (Menart, 2003)
- GangstaDillaPlayaGorilla (Čarli, 2009)